# ژان-فرانسوا کلرووا
ژان-فرانسوا کلرووا (به انگلیسی: Jean-François Clervoy) فضانورد اهل کشور فرانسه است که در ۱۹ نوامبر ۱۹۵۸ میلادی در لونویل-لس-متز زاده شد. وی در مأموریت اس‌تی‌اس-۶۶، اس‌تی‌اس-۸۴، اس‌تی‌اس-۱۰۳ حضور داشته است.